# Коатекас-альтасский сапотекский язык
Коатекас-альтасский сапотекский язык (Coatecas Altas Zapotec, Zapoteco de San Juan Coatecas Altas) — сапотекский язык, на котором говорят в муниципалитете Коатекас-Альтас округа Эхутла штата Оахака в Мексике.
Алфавит на латинской основе: A a, B b, Ch ch, D d, E e, Eh eh, G g, Gw gw, I i, K k, Kw kw, L l, M m, N n, Ñ ñ, O o, P p, R r, T t, Ts ts, U u, Uh uh, W w, X x, Y y, Z z, Zh zh, '.